# I corsari della strada
I corsari della strada (Thieves' Highway) è un film noir del 1949 diretto da Jules Dassin, basato sul romanzo Thieves' Market di A. I. Bezzerides, adattato per il cinema dall'autore stesso.

## Trama
Il soldato Nick Garcos torna a casa felice dopo la fine della guerra, portando con sé regali per i suoi genitori greci, Yanko e Parthena, oltre a soldi per entrare aprire un'attività e per sposarsi con la sua ragazza, Polly Faber. All'improvviso Nick viene a sapere che suo padre ha perso le due gambe; Yanko, oramai ex-camionista, gli racconta di essere stato imbrogliato dal venditore all'ingrosso dei mercati generali di San Francisco Mike Figlia, che lo ha fatto ubriacare per non pagarlo dopo la consegna di un carico di pomodori.
Nick crede che l'incidente che ha subito il padre sia stato provocato dagli sgherri di Figlia. Il padre dice a Nick di aver venduto il camion, ormai inutilizzato, a un altro trasportatore, Ed Kinney, che ancora non lo ha pagato. Nick trova Ed che sta lavorando sotto al mezzo per riparare un giunto, e gli dice di voler riprendersi il camion, ma Ed gli propone un affare: un trasporto di un carico di mele che potrà garantire loro molti soldi.
Nick investe i suoi risparmi in un altro automezzo e i due comprano poi le mele da un coltivatore polacco. Dovranno andare direttamente al mercato di San Francisco senza dormire per tenere fresco il carico di frutta, ma il camion di Ed ha dei problemi all'asse e Nick arriva prima.
Nick, stanchissimo, parcheggia il camion di fronte allo stand di Mike Figlia, che, nel frattempo, fa bucare uno pneumatico dell'automezzo per tenerlo fermo davanti all'ingresso e assolda una prostituta italiana, Rica, per adescare Nick, ma lei si innamora di lui e gli confida che Figlia sta vendendo la sua merce.
Nick costringe Mike Figlia a dargli l'intero incasso ricavato dalla vendita, 500 dollari in contanti e il resto con un assegno. Poi va al bar per chiamare Polly al telefono, chiedendole di raggiungerlo sul posto per sposarsi, grazie al denaro guadagnato con la consegna. Rica, che non sapeva del legame di Nick, assiste alla telefonata; prima se ne dispiace, ma poi dice a Nick che Polly è solo interessata ai suoi soldi.

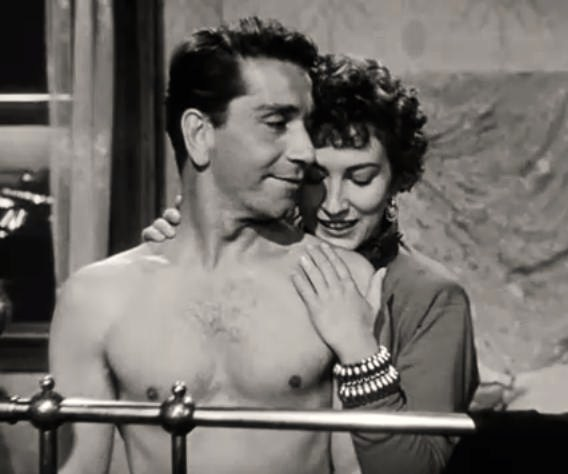
Richard Conte e Valentina Cortese
sul lancio del film

La sera stessa Nick invita Rica a bere qualcosa in un locale del posto per festeggiare, ma all'uscita viene aggredito da due scagnozzi di Mike; il portafoglio con i soldi viene raccolto da Rica che fugge dagli assalitori, ma viene poi da loro raggiunta e derubata. La promessa sposa arriva in città e viene accolta da Rica alla stazione, che nel frattempo ha portato Nick, malconcio, a casa sua per prestargli soccorso. Una volta saputo che Nick non ha più soldi, Polly lo lascia, tornandosene a casa.
Ma Nick deve ancora regolare i conti con Mike; lo rintraccia ubriaco in un altro bar e, dopo averlo ferito alle dita con un'accetta, lo prende a pugni selvaggiamente. Quando oramai la sua violenza è incontrollabile, arriva la polizia, che è stata condotta sul posto da uno dei delinquenti che aveva manomesso il camion del padre di Nick. Mike Figlia viene arrestato, e Nick va da Rica, convinto di aver trovato finalmente la donna della sua vita.